# Glioblastoma a cellule giganti
Il glioblastoma a cellule giganti è una variante istologica del glioblastoma, con una predominanza di cellule bizzarre, gigantesche (fino a 400 µm di diametro), multinucleate (anche più di 20 nuclei).

Mostra occasionalmente un reticolo abbondante di reticolina e presenta un'alta frequenza di mutazioni del gene TP53.
Presenta sintomi e segni identici al glioblastoma ordinario. Metodica di diagnosi e trattamento sono gli stessi.
Qualche miglioria presenta la prognosi.

## Annotazione storica
A causa della presenza del reticolo abbondante di reticolina (di cui prima si è detto), il glioblastoma a cellule giganti fu originariamente chiamato “sarcoma mostrocellulare”, 
ma attraverso la significativa espressione di GFAP si è definitivamente stabilita la sua natura astrocitica.

## Epidemiologia

### Incidenza
Il glioblastoma a cellule giganti è una neoplasia rara: la sua incidenza è inferiore all'1% della totalità dei tumori cerebrali.
Rappresenta comunque sino al 5% dei glioblastomi.

### Età e distribuzione rispetto al sesso
In una serie di 55 casi, l'età media alla presentazione clinica è di 41 anni. La distribuzione di età copre un intervallo più grande rispetto ad altri astrocitomi diffusi e comprende anche i bambini.
Il glioblastoma a cellule giganti colpisce in egual misura uomini e donne (il rapporto M/F è 1:1).

## Prognosi
La maggioranza dei pazienti con glioblastoma a cellule giganti presenta prognosi infausta, 
ma alcuni lavori riportano risultati clinici in un qualche modo migliorativi rispetto al glioblastoma classico, 
probabilmente per suo comportamento meno infiltrante.